# Шабалин, Аркадий Васильевич
Аркадий Васильевич Шабалин (1928—2008) — советский и российский конструктор, кандидат технических наук, генеральный конструктор Волгоградского тракторного завода. Лауреат Государственной премии СССР и Государственной премии РФ. Заслуженный конструктор Российской Федерации (1998).

## Биография
Родился 30 декабря 1928 года в селе Ерши, Сернурского района, Марийской АССР.
С 1943 года, в период Великой Отечественной войны А. В. Шабалин начал трудовую деятельность в должности техника-конструктора и инженера-конструктора, с 1951 года был назначен руководителем конструкторской группы и начальником конструкторского отдела в специальном конструкторском бюро, ведущим разработки в области боевой техники на Сталинградском тракторном заводе имени Ф. Э. Дзержинского.
С 1971 по 1986 годы — главный конструктор, а с 1986 года — генеральный конструктор Специального конструкторского бюро Сталинградского тракторного завода имени Ф. Э. Дзержинского (с 1991 года — Волгоградского тракторного завода). А. В. Шабалин занимался конструкторской разработкой боевых единиц военной техники, в частности с 1965 по 1968 годы вместе с главным конструктором И. В. Гаваловым принимал участие в создании и введением в эксплуатацию — БМД-1 (боевая машина десантная первая). При создании БМД-1 велись постоянные контакты и хорошие рабочие отношения с заказчиком — командующим ВДВ генералом В. Ф. Маргеловым.
С 1983 по 1985 годы специальным конструкторским бюро Сталинградского тракторного завода под руководством А. В. Шабалина была разработана и выпущена БМД-2 (боевая машина десанта-2), оснащённая 30-мм автоматической пушкой 2А42, спаренным и курсовым 7,62-мм пулеметами ПКТ, а также противотанковым ракетным комплексом 9М111 «Фагот» или 9М113 «Конкурс».
С 1985 по 1990 годы под руководством А. В. Шабалина была разработана и выпущена на вооружение в Воздушно десантные войска — БМД-3 (боевая машина десанта-3), эта боевая машина отличалась от предыдущие тем, что её экипаж мог десантироваться с полным боевым расчетом на борту. За разработку новых образцов военной техники (БМД-2 и БМД-3) А. В. Шабалину присуждались Государственная премия СССР и Российской Федерации.
Умер 21 ноября 2008 года в Волгограде.

## Награды

### Ордена
- Орден Октябрьской революции
- Орден Трудового Красного Знамени

### Премии
- Государственная премия СССР
- Государственная премия Российской Федерации

### Звания
- Заслуженный конструктор Российской Федерации (1998[6]).
- Почётный гражданин Волгоградской области[1]

## Память
- 13 июня 2019 года на фасаде дома № 13 по улице Дзержинского в городе Волгограде была установлена мемориальная доска в память об Аркадии Васильевиче Шабалине.